# Micuo Ogasavara
Micuo Ogasavara (japonsko 小笠原 満男), japonski nogometaš, * 5. april 1979.
Za japonsko reprezentanco je odigral 55 uradnih tekem.